# Bridgewater, Massachusetts

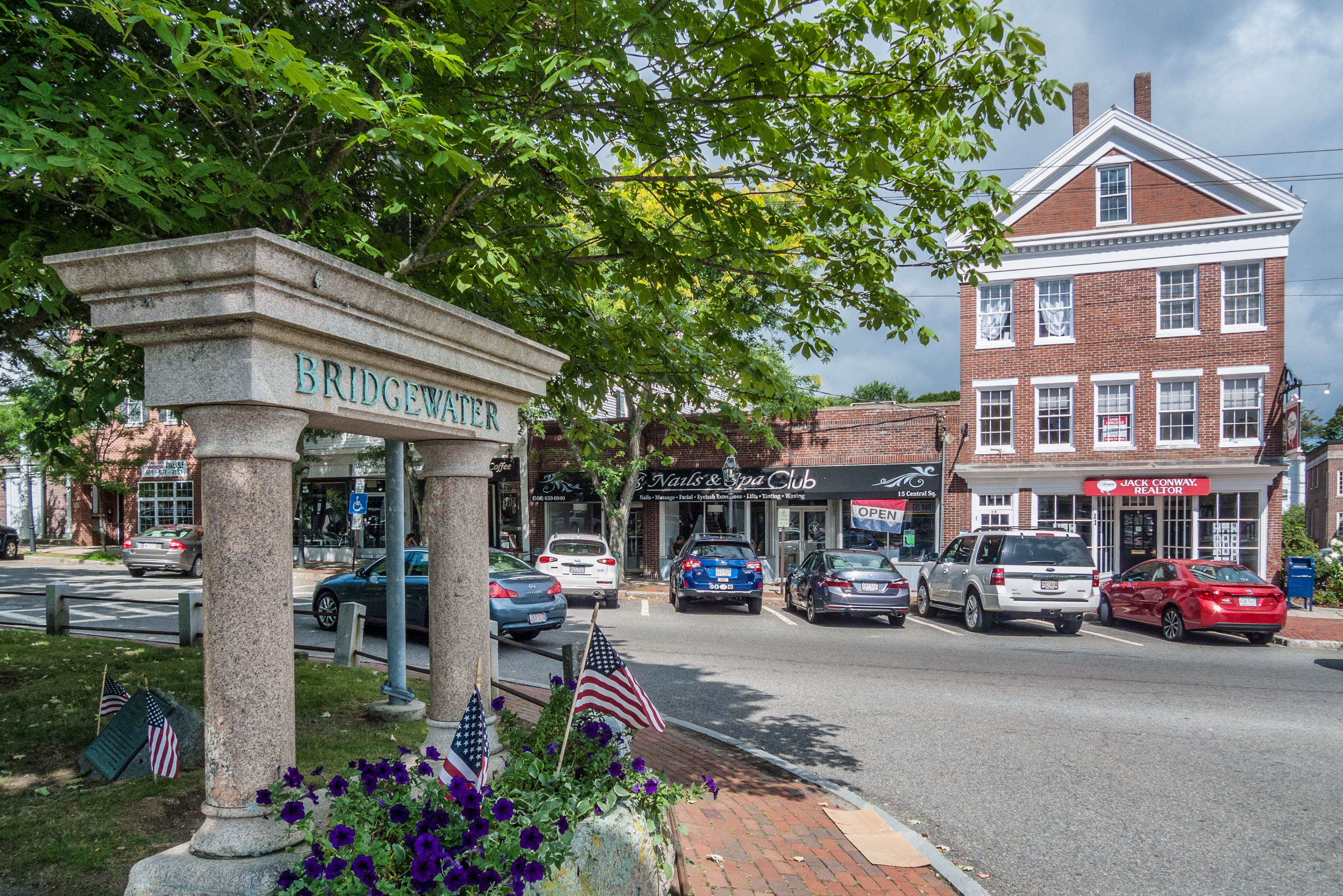

Bridgewater är en kommun (town)  i Plymouth County i den amerikanska delstaten Massachusetts med en yta av 73,1 km² och en folkmängd, som uppgår till 25 185 invånare (2000).
I staden finns Bridgewater State University, grundat 1840.

## Kända personer från Bridgewater
- Barzillai Gannett, politiker